# Kunst im öffentlichen Raum in Hamburg-Neuallermöhe
Diese Liste von Kunst im öffentlichen Raum in Hamburg-Neuallermöhe enthält dauerhaft aufgestellte Kunstwerke auf dem Gebiet des Stadtteils Neuallermöhe der Freien und Hansestadt Hamburg, die sich im öffentlichen Raum befinden und von anerkannten Künstlern und Künstlerinnen geschaffen wurden. Viele dieser Kunstwerke sind durch das Programm Kunst am Bau (und dessen Folgeprogramme) gefördert oder mit öffentlichen Geldern angekauft worden, dies ist aber keine Voraussetzung für die Aufnahme. Ebenso mögen einige dieser Kunstwerke als Kulturdenkmal geschützt sein, aber auch das ist keine Voraussetzung für die Aufnahme in diese Liste.
Bauschmuck ist im Normalfall im Artikel über das Bauwerk darzustellen, und gehört nicht in diese Liste. Streetart kann Aufnahme in die Liste finden, wenn es zu dem konkreten Kunstwerk eine ausführliche Rezeption in der Kunstwissenschaft gibt und ein enzyklopädischer Artikel über die Streetart-Künstler oder -Künstlerin existiert oder vorstellbar wäre. Denkmäler, die an eine Person oder ein Ereignis erinnern, können in die Liste aufgenommen werden, wenn sie ob ihrer zumeist plastischen Gestaltung als Kunstwerk gelten können. Bei reinen Gedenktafeln ist das normalerweise nicht der Fall.
Basis der Zusammenstellung sind Datensätze der Hamburger Kulturbehörde von 2012 und 2018, eine Veröffentlichung der SAGA GWG von 2008, und verschiedene Veröffentlichungen von Kunsthistorikern zum Thema. Eine abschließende Liste von Literatur kann es nicht geben, jedoch ist für jeden Eintrag in die Liste ein konkreter Verweis auf eine amtliche Liste oder anerkannte Sekundärliteratur erforderlich.
Gestohlene oder zerstörte Kunstwerke, die ehemals in Hamburg-Neuallermöhe aufgestellt waren, sind in einer separaten Liste aufgeführt.

## Legende
- Lage: Nennt die nächstgelegene Straße und, wenn vorhanden und sinnvoll, das nächstgelegene Bauwerk (mit Hausnummer) oder das umgebende Gebiet (z. B. einen Park) und gibt nötigenfalls Hinweise zur genauen Lage. Darunter werden - wenn vorhanden - auch die Geo-Koordinaten und das Wikidata-Logo als Verweis auf das Wikidata-Objekt angegeben. Die Spalte ist nach der Adresse sortierbar.
- Künstler/in: Name des Künstlers oder der Künstlerin, die das Kunstwerk geschaffen haben, verlinkt mit dem Wikipedia-Artikel zur Person. Die Spalte ist nach dem Nachnamen sortierbar.
- Beschreibung: Kurzbeschreibung des Werks, immer zuerst: Werktitel (kursiv), dann möglichst Material, Stil, Größe, Dargestelltes, Art der Förderung
- Jahr: Jahr der Fertigstellung des Kunstwerkes, wenn unbekannt dann das Jahr der Aufstellung. Hier kann nur ein einziges Jahr angegeben werden, kein Zeitraum. Weitere zeitliche Details zur Schaffung des Kunstwerkes (von–bis) können in der Beschreibung angegeben werden.
- Quelle: Kulturbehörde, SAGA, Literatur, jeweils mit Fußnote. Diese Angabe ist für eine Aufnahme in die Liste verpflichtend.
- Bild: Bild des Kunstwerks, mit Link auf Commons-Kategorie wenn vorhanden

Hinweis: Die Grundsortierung der Liste erfolgt nach der Adresse. Die Liste ist alternativ nach Künstler, Werktitel, Datierung oder Quelle sortierbar.

## Liste
| Lage | Künstler                             | Beschreibung | Jahr    | Quelle        | Bild |  |
| --- | ------------------------------------ | --- | ------- | ------------- | --- |  |
| Allermöher See Badestelle am Nordufer des Sees (Lage)                                                         | Mariella Mosler                      | Sei wachsam Gedenkstein aus Marmor, gewidmet Menschen, die bei Badeunfällen gestorben sind. Ankauf durch Kokus e.V. | 2014    | Kulturbehörde | weitere Bilder |  |
| Allermöher See Westufer des Sees, an einem Fußweg auf Höhe des Felix-Jud-Ring 400 (Lage)                      | Mariella Mosler                      | Botschaft an die Zukunft Skulpturengruppe aus fünf Findlingen, in die Sprichwörter in verschiedenen Sprachen eingraviert sind. Ankauf durch Kokus e.V.                                                                                   | 2011    | Kulturbehörde | weitere Bilder |  |
| Ebner-Eschenbach-Weg 1 Bürgerhaus Allermöhe, Südseite (Lage)                                                  | Friederich Werthmann                 | Vogel-Relief Filigranes Metallrelief | 1990    | Kulturbehörde | weitere Bilder |  |
| Ebner-Eschenbach-Weg 6/16 In Grünanlage zwischen den Wohnblöcken mit Mary-Marcus-Kehre 2/10 (Lage)            | Knud Knabe                           | Grasende Kuh Überlebensgroße Skulptur aus Cortenstahl, Ankauf durch SAGA | 1987    | Kulturbehörde | weitere Bilder |  |
| Ebner-Eschenbach-Weg 7 Stirnwand zur Anita-Rée-Straße (Lage)                                                  | Jörg Plickat                         | Hockende Bronzerelief | 1988    | Kunst@SH      | weitere Bilder |  |
| Ebner-Eschenbach-Weg 13-29 Hauseingänge (Lage)                                                                | Maren Lipp                           | Tierreliefs 14 kleine keramische Relieftafeln, die verschiedene heimische Tiere zeigen. | 1985    | Kunst@SH      | weitere Bilder |  |
| Ebner-Eschenbach-Weg 20 Säule am Durchgang (Lage)                                                             | Robert Müller-Warnke                 | Spirale mit Tieren Bronzeplastik einer Girlande aus Tieren, die spiralförmig um eine Säule aufsteigen. Ankauf durch Bergedorf-Bille | 1986    | Kunst@SH      | weitere Bilder |  |
| Elisabeth-von-Thadden-Kehre Westlich Maria-Terwiel-Kehre 12 (Lage)                                            | Hans-Werner Könecke                  | Vierländerin Bronzeplastik einer stehenden Marktfrau, Ankauf durch HANSA Baugenossenschaft | 1989    | Kunst@SH      | weitere Bilder |  |
| Fanny-Lewald-Ring 75 In Rabatte vor Häuserecke (Lage)                                                         | Thomas Darboven                      | Barke Stele aus Edelstahlblechen, Ankauf durch SAGA | 1990    | Kulturbehörde | weitere Bilder |  |
| Fanny-Lewald-Ring 117 Grünanlage vor Eingang auf Westseite des Wohnblocks (Lage)                              | Hans-Werner Könecke                  | Stier Kleine Bronzeplastik eines stehenden Stiers auf Granitsockel, Ankauf durch HANSA Baugenossenschaft | 1992    | Kunst@SH      | weitere Bilder |  |
| Fanny-Lewald-Ring 151 Vor Eingang zum Wohnblock, zum Fährbuernfleet hin (Lage)                                | Klaus Kütemeier                      | Kniende Bronzeplastik einer jungen Frau im Sitzen, Ankauf durch Baugenossenschaft Bergedorf-Bille | 1994    | Kunst@SH      | weitere Bilder |  |
| Felix-Jud-Ring / Herbert-Pardo-Weg Wilhelm-Stille-Sportanlage (Lage)                                          | Armin Chodzinski                     | Dings Drei bespielbare Zylinder aus Beton mit einer Tartan-Oberfläche, Ankauf durch Kokus e.V. | 2002    | Kulturbehörde | weitere Bilder |  |
| Fleetplatz Mitte des Platzes (Lage)                                                                           | Michael Dörner und Christoph Fischer | Türme für Allermöhe – Zuckerstangen für eine neue Stadt Aussichtsturm aus drei begehbaren Wendeltreppen aus farbig lackiertem Stahl. Ankauf durch Kokus e.V.                                                                             | 2004    | Kulturbehörde | weitere Bilder |  |
| Gertrud-Seele-Kehre 1–14 Grünanlagen im Innern des Wohnblocks (Lage)                                          | Thomas Darboven                      | Titanic Zweiteilige Granitskulptur, Werktitel auch „Fortschritt oder Untergang“. Ankauf durch SAGA. | 1990    | Kulturbehörde | weitere Bilder |  |
| Gordonkehre 3-7 Über den drei Hauseingängen (Lage)                                                            | Johannes Ufer                        | Blumen Fünf Metallreliefs, Ankauf durch Altonaer Spar- und Bauverein | 1985    | Kunst@SH      | weitere Bilder |  |
| Grachtenplatz (Lage)                                                                                          | Gerhard Brandes                      | Der gute Fang Die Bronzeplastik wird auch einfach „Fischer“ genannt. Auftrag der Schiffszimmerer-Genossenschaft | 1986    | Kulturbehörde | weitere Bilder |  |
| Grachtenplatz 3–5 An den Seiten des Fußgängerdurchgangs zwischen Grachtenplatz und Henriette-Herz-Ring (Lage) | Werner Nöfer                         | Faltelemente Zweifarbig gestaltete Faltelemente aus Stahlblech in Form eines Leporello, Ankauf durch SAGA | 1986    | Kulturbehörde | weitere Bilder |  |
| Hainbuchenallee Grüne Mitte, nahe KulturA (Lage)                                                              | conhereoes                           | Plateaux Rauminstallation, Bühne aus Holz und Stahl. Ankauf durch Kokus e.V. | 20111   | Kulturbehörde | weitere Bilder |  |
| Hainbuchenallee Grüne Mitte, Mitte des Parks (Lage)                                                           | Egidius Knops                        | Living Room Benutzbare Skulptur in Form eines Sofas, bestehend aus Findlingen und Feldsteinen auf einem Betonkern. Ankauf durch Kokus e.V.                                                                                               | 2005    | Kulturbehörde | weitere Bilder |  |
| Hainbuchenallee Park Grüne Mitte, hinter KulturA (Otto-Grot-Straße 90) (Lage)                                 | Michaela Biet                        | Geöffnete Form Skulptur aus einem geteilten Granitfindling, Ankauf durch Kokus e.V. | 2005    | Kulturbehörde | weitere Bilder |  |
| Hainbuchenallee Grüne Mitte (Lage)                                                                            | Raphael Beil                         | Ader Dreiteilige Skulptur aus Granit, Ankauf durch Kokus e.V. | 2012    | Kulturbehörde | weitere Bilder |  |
| Konrad-Veix-Stieg 17 Östlich der Kreuzung mit Hainbuchenallee (Lage)                                          | Markus Lohmann                       | Läufer Bodenmosaik aus ornamental zugeschnittenen Bodenplatten, die das Muster eines Läufers bilden. Ankauf durch Kokus e.V. | 2005    | Kulturbehörde | weitere Bilder |  |
| Margit-Zinke-Straße 7–11 Gretel-Bergmann-Schule, rechts vor dem Haupteingang (Lage)                           | Hans Hoge                            | Darin und Darum Zweiteilige Betonskulptur, Ankauf durch Kokus e.V., erster Zugang zur „Kunstmeile“ vor der Schule | 2009    | Kulturbehörde | weitere Bilder |  |
| Margit-Zinke-Straße 7–11 Gretel-Bergmann-Schule, vor dem Gebäude (Lage)                                       | Robert Kessler                       | Zuversicht Direkterwerb durch die Schule, zweiter Zugang zur „Kunstmeile“ | 2011    | Kulturbehörde | weitere Bilder |  |
| Margit-Zinke-Straße 7–11 Gretel-Bergmann-Schule, vor dem Gebäude (Lage)                                       | Walter Boiger                        | Schreitender Junge Geschenk Boigers an die Schule, dritter Zugang zur „Kunstmeile“ | 2012    | Kulturbehörde | weitere Bilder |  |
| Margit-Zinke-Straße 7–11 Gretel-Bergmann-Schule, vor dem Gebäude (Lage)                                       | Nobert Jäger                         | Kommunikation Direktauftrag der Schule, vierter Zugang zur „Kunstmeile“ | 2012    | Kulturbehörde | weitere Bilder |  |
| Margit-Zinke-Straße 7–11 Gretel-Bergmann-Schule, vor dem Gebäude (Lage)                                       | Carla Binter mit Schülern            | Stärke zeigen Mehrteilige Betonskulptur mit farbigen Keramikapplikationen. Direkterwerb durch Schule, fünfter Zugang zur „Kunstmeile“ | 2014    | Kunst@SH      | weitere Bilder |  |
| Margit-Zinke-Straße 7–11 Gretel-Bergmann-Schule, vor dem Gebäude (Lage)                                       | Peter Weber                          | Twins Abstrakte Skulptur aus Cortenstahl, Direkterwerb durch Schule, sechster Zugang zur „Kunstmeile“ | 2014    | Kunst@SH      | weitere Bilder |  |
| Marie-Henning-Weg 1 Spielscheune der Geschichten, Fassade nach Süden und Westen (Lage)                        | Matthias Lehmann                     | Es werde Licht Fassadengestaltung mit halbkugelförmigen Acrylglas-Fenstern, Ankauf durch Kokus e.V. | 2009    | Kulturbehörde | weitere Bilder |  |
| Neuallermöher Querweg südlich Gretel-Bergmann-Schule (Standort Margit-Zinke-Straße) (Lage)                    | Arthur und Martin Boltze             | Klee-Monolithen Vierteilige Stahlskulptur in Form von Toren, jedes Teil unterschiedlich einfarbig lackiert. Die Arbeit soll an das Bild Revolution des Viadukts (1937) von Paul Klee erinnern.                                           | 2011    | Kunst@SH      | weitere Bilder |  |
| Rahel-Varnhagen-Weg 13 Nordfassade (Lage)                                                                     | Fritz Fleer                          | Schäfer Dreiteilige Arbeit aus geweißtem Metall, Ankauf durch Wichern Baugesellschaft | 1986    | Kunst@SH      | weitere Bilder |  |
| Rahel-Varnhagen-Weg 25-27 (Lage)                                                                              | Manfred Sihle-Wissel                 | Rieselbrunnen Zwei Granitskulpturen, ein Rieselbrunnen und eine kleinere Skulptur auf dem Balkon | 1985    | Kunst@SH      | weitere Bilder |  |
| Rahel-Varnhagen-Weg 39 Elbe-Werkstätten GmbH (Lage)                                                           | Michael G. Kiessling                 | Mural for ELBE-Werkstätten GmbH Direktauftrag | 2009-10 | Kulturbehörde | Bild gesucht Die Wikipedia wünscht sich an dieser Stelle ein Bild vom Ort mit diesen Koordinaten 53.48804 10.1728 . Motiv: Rahel-Varnhagen-Weg 39 Falls du dabei helfen möchtest, erklärt die Anleitung , wie das geht. BW |  |
| Rahel-Varnhagen-Weg 77 Brücke über Allermöher Bahnfleet, Sophie-Schoop-Weg (Lage)                             | Egidius Knops                        | Transit Ankauf durch Kokus e.V. | 2008    | Kulturbehörde | weitere Bilder |  |
| S-Bahnhof Allermöhe Bahnsteig, westliches Ende (Lage)                                                         | Ole Hendrik Hagen                    | Begehbares Kaleidoskop Bei zwei Wartehäuschen sind die vorhandenen Glasflächen durch zum Teil farbig bedruckte Scheiben ersetzt worden, eins mit kreisförmigen Farbmustern, das andere mit rechteckigen Mustern. Ankauf durch Kokus e.V. | 2008    | Kulturbehörde | weitere Bilder |  |
| S-Bahnhof Allermöhe Bahnsteig (Lage)                                                                          | Frank Voigt                          | Zwei Figuren Kunststoff-Figurengruppe zweier wartender Reisender, Ankauf durch Kokus e.V. | 2008    | Kulturbehörde | weitere Bilder |  |
| S-Bahnhof Allermöhe Zugang von Walter-Rudolphi-Weg, beidseitig des Durchgangs an Stützmauern (Lage)           | Matthias Berthold und Andreas Schön  | Allermöher Wand Quadratische Keramikplatten, die in Beton gefasst sind. Motive der Kacheln sind Fotos, Zeichnungen und Texte von Anwohnern. Ankauf durch Kokus e.V.                                                                      | 2007    | Kulturbehörde | weitere Bilder |  |
| Von-Moltke-Bogen 40–44 Gretel-Bergmann-Schule, Südosten des Schulgeländes (Lage)                              | Andreas Schildhauer                  | Flieger Sechsteilige, bewegliche Metallskulpturen, Ankauf durch Kokus e.V. | 2010    | Kulturbehörde | weitere Bilder |  |
| Westensee Ostufer des Sees an einem Weg (Lage)                                                                | Almut Grypstra                       | Bernsteingewebe Installation aus einem Edelstahlgitter mit transparenten Kunststoffkugeln. Ankauf durch Kokus e.V. | 2009    | Kulturbehörde | weitere Bilder |  |